# Leatrice Joy
Leatrice Joy (7 de noviembre de 1893 - 13 de mayo de 1985) fue una actriz cinematográfica estadounidense conocida por su carrera durante la época del cine mudo.

## Inicios de su carrera
Su verdadero nombre era Leatrice Joy Zeidler, nació en Nueva Orleáns, Luisiana. Leatrice Joy empezó su carrera de actriz en compañías de teatro, y debutó en el cine en 1915 para la poco conocida Nola Film Company, radicada en Nueva Orleans. En 1917 se trasladó a la relativamente reciente colonia cinematográfica de Hollywood, California, y firmó contrato con los estudios de Samuel Goldwyn, haciendo su primer trabajo para ellos en la película de 1917 The Pride of the Clan, compartiendo créditos con la actriz Mary Pickford. Hacia 1920, la carrera de Joy ganó rápidamente notoriedad, y pasó a ser una muy popular actriz entre el público, consiguiendo papeles protagonistas junto a actores de la talla de Wallace Beery, Conrad Nagel, Nita Naldi e Irene Rich. 
Joy fue elegida a menudo por los directores para interpretar papeles de mujeres independientes y de fuerte carácter, y en la atmósfera liberalizada de la era del Jazz y de los alegres años veinte se solidificó su popularidad, especialmente entre las espectadoras. Su pelo corto y aspecto en cierto modo masculino dictaron moda en la época. Con el aumento de su popularidad, Joy fue requerida por Cecil B. DeMille y firmó contrato con Paramount Pictures en 1922, y ese mismo año participó en el exitoso drama sobre la alta sociedad Saturday Night coprotagonizada por el ídolo Conrad Nagel. Joy protagonizó numerosos títulos de éxito para la Paramount y fue promovida como una de las más importantes favoritas de DeMille.

## Matrimonios
Leatrice Joy se casó con el ídolo cinematográfico John Gilbert en 1922. De la unión nació una hija, Leatrice Gilbert Fountain, pero el intempestivo matrimonio solo duró dos años. La pareja se divorció en 1924, alegando ella que Gilbert era un mujeriego. Joy se casó posteriormente con William S. Hook en 1931.

## Cine sonoro y retiro

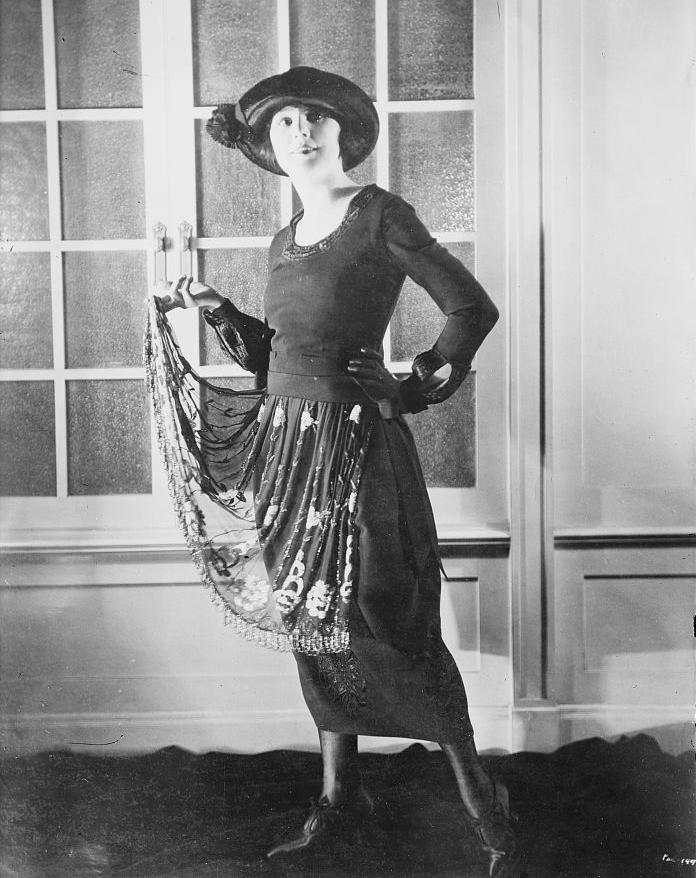
Retrato de Leatrice Joy de 1920.

En 1925, contra lo aconsejado por los ejecutivos del estudio, Joy dejó la Paramount y siguió a DeMille a su nuevo estudio Producers Distributing Corporation, rodando unos pocos títulos de modesto éxito para la compañía, incluyendo el último film mudo de Lois Weber The Angel of Broadway en 1927. Una disputa profesional finalizó la asociación con DeMille en 1928, y Joy firmó para la Metro-Goldwyn-Mayer. Joy encabezó el título sonoro de la Metro The Bellamy Trial en 1928, coprotagonizado por Betty Bronson y Margaret Livingston. 
A finales de los años veinte, sin embargo, la carrera de Leatrice Joy empezó a vacilar con la llegada del cine sonoro. Se ha dicho que el declinar de su carrera se debió en parte a su fuerte acento sureño, que no se consideraba adecuado, en comparación con las refinada dicción de la costa este de las nuevas actrices. En 1929 Joy era una actriz independiente sin contrato fijo.
Iniciados los años treinta, Joy estaba semirretirada de la industria del cine. Sin embargo, actuó como invitada en algunas películas de éxito discreto. Una aparición notable tuvo lugar en la película de 1951 Love Nest, en la cual trabajaba una joven Marilyn Monroe.
En 1980 apareció en la serie documental para la televisión Hollywood: Una celebración del cine mudo americano. Hablaba acerca de su relación con John Gilbert con gran afecto.
En sus últimos años Leatrice Joy se retiró a Greenwich, Connecticut. Falleció en 1985 por una anemia en Riverdale, Nueva York, y fue enterrada en el cementerio Saint Savior Episcopal en Old Greenwich, Connecticut.
Por su contribución a la industria cinematográfica, Leatrice Joy fue galardonada con una estrella en el legendario Paseo de la Fama de Hollywood, en el 6517 Hollywood Blvd., en Hollywood, California.